# Erik Lahl
Erik Lahl (* 29. April 1987) ist ein deutscher Sommerbiathlet.
Erik Lahl vom WSV Oberhof 05 gewann bei den Deutschen Meisterschaften im Crosslauf-Sommerbiathlon 2008 in Bayerisch Eisenstein gemeinsam mit Paul Böttner und Marcel Bräutigam als Vertretung Thüringens den Titel mit der Kleinkalibergewehr-Staffel. Zudem gewann er hinter Ralf Klauke und Tobias Giering die Bronzemedaille im Luftgewehr-Sprintwettbewerb. Lahl tritt auch in Wettbewerben auf Skirollern an und gewann in Belmeken 2007 einen Sprint und ein Verfolgungsrennen im Junioren-Sommerbiathlon-IBU-Cup.

## Belege
1. ↑  Lahl feiert Doppelerfolg beim IBU-Cup in Bulgarien

| Personendaten    | Personendaten            |
| ---------------- | ------------------------ |
| NAME             | Lahl, Erik               |
| KURZBESCHREIBUNG | deutscher Sommerbiathlet |
| GEBURTSDATUM     | 29. April 1987           |